# La Chaussée-sur-Marne
La Chaussée-sur-Marne é uma comuna francesa na região administrativa do Grande Leste, no departamento de Marne. Estende-se por uma área de 22.05 km², e possui 784 habitantes, segundo o censo de 2018, com uma densidade de 36 hab/km².